# قطعنامه ۱۶۳۲ شورای امنیت
قطعنامه  ۱۶۳۲ شورای امنیت سازمان ملل متحد که در تاریخ ۱۸ اکتبر ۲۰۰۵ تصویب شد، سندی بین‌المللی دربارهٔ بررسی وضعیت در ساحل عاج است. این قطعنامه طی نشست ۵۲۸۳ام با ۱۵ رای موافق، ۰ مخالف و ۰ ممتنع تصویب شد.